# Масований ракетний обстріл України 13 грудня 2024
Вночі та зранку 13 грудня 2024 року російські війська здійснили масовану атаку з застосуванням крилатих та балістичних ракет та безпілотників типу «Shahed».
Було застосовано 94 ракети, з них вдалося збити 81 ракету. Також було застосовано 193 ударних БпЛА. Ця атака стала найбільшою з початку російського вторгнення.

## Наслідки

### Львівська область
На Львівщині атаковані об'єкти енергетичної інфраструктури у Стрию, без жертв та потерпілих.

### Івано-Франківська область
В області зафіксовано падіння уламків, у Бурштині ймовірне влучання ворожої ракети, без жертв.

### Тернопільська область
Відомо ймовірний обстріл інфраструктури поблизу села Велика Березовиця, без людських жертв.

### Київська область
Внаслідок падіння уламків збитих БпЛА пошкоджено приватні будинки та лінії електропередач, обійшлося без постраждалих.

### Кіровоградська область
У Новоархангельську пошкоджено приватне домоволодіння, без жертв.

### Чернігівська область
У Прилуцькому районі внаслідок атаки ударного безпілотника виникла пожежа в нежитловому приміщенні. У Ніжинському районі пошкоджено приміщення ферми, загинуло 11 корів. 

### Одеська область
Уламки ракети пошкодили цивільну інфраструктуру, без потерпілих.

### Харківська область
За даними голови Харківської ОВА Олега Синєгубова. Було завдано удару балістичною ракетою по Харківському району. У Харкові безпілотник Shahed-136 поцілив у дах п'ятиповерхівки. У селі Мирне стався удар по цивільному підприємству, відомо про 4 поранених.

## Реакції
- Очільник МЗС України Андрій Сибіга закликав міжнародних партнерів надати 20 систем ППО для захисту енергетичних об'єктів від російського терору[13].

## Збиття
Уперше в історії застосування «F-16 Fighting Falcon» за один бойовий виліт винищувач знищив одразу шість крилатих ракет противника, дві з них — авіаційною гарматою. Під крилами F-16 в українського пілота було лише чотири авіаційні ракети класу «повітря-повітря»: середнього та ближнього радіусу дії. Першими у хід пішли ракети із більшою дальністю, потім льотчику довелося зблизитися до близько двох миль, аби застосувати ракети малого радіусу дії.